# Parafia św. Walentego i Narodzenia Najświętszej Maryi Panny w Wiązownicy
Parafia św. Walentego i Narodzenia Najświętszej Maryi Panny w Wiązownicy – parafia rzymskokatolicka znajdująca się w archidiecezji przemyskiej w dekanacie Jarosław III.

## Historia

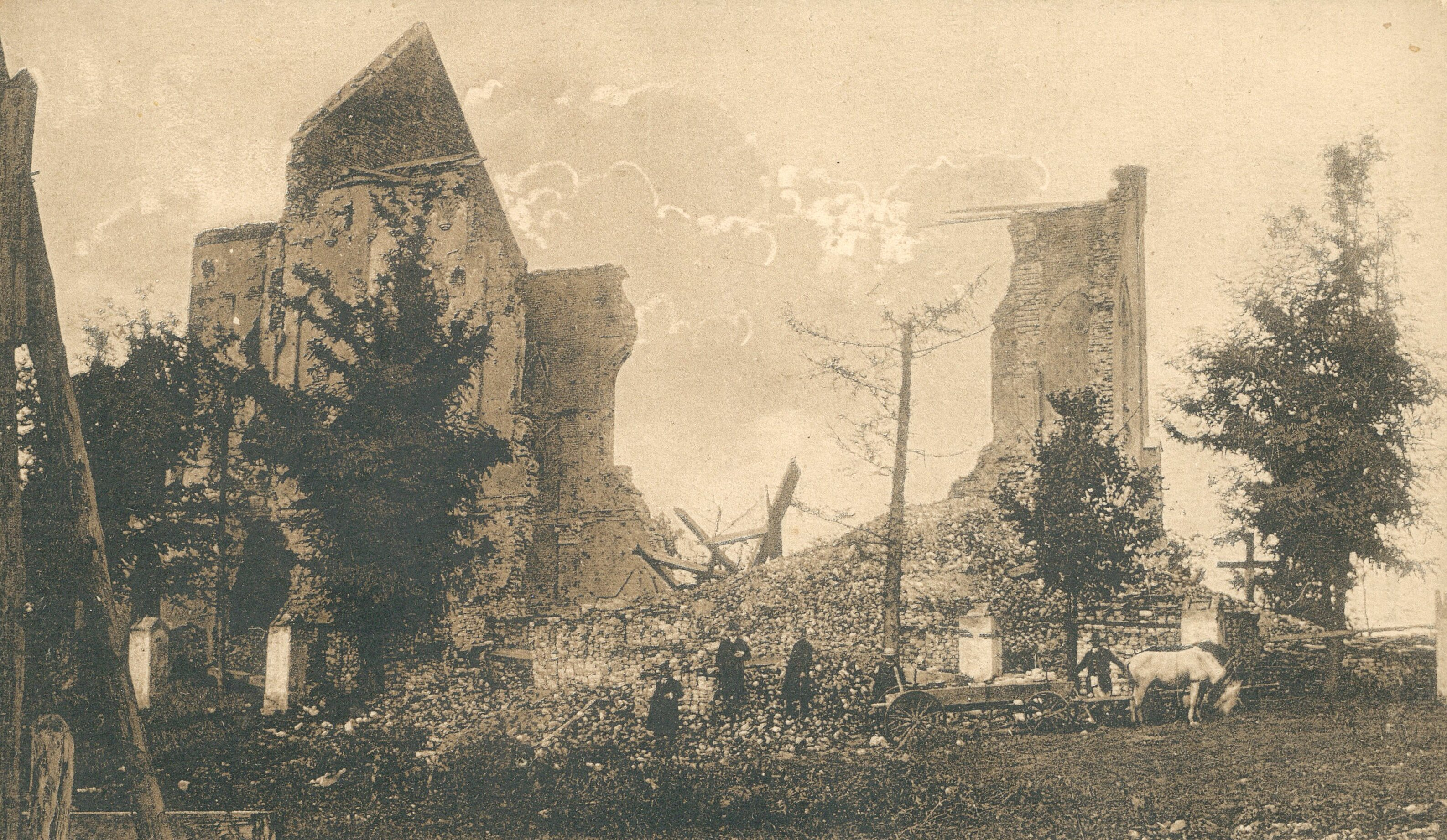
Zniszczony kościół, 1915

Wiązownica należała do parafii Jarosław-Kolegiata. W 1622 roku z powodu epidemii uciekinierzy z Jarosławia osiedlili się na tym terenie i wybudowali kaplicę pw. św. Walentego, patrona "od morowego powietrza". W 1720 roku właściciel Nielepkowic Walenty Szymanowski dobudował prezbiterium i w ten sposób powstał pierwszy kościół. Opiekę nad tym kościołem zlecono Kolegium Wikarych z Jarosławia. 
W 1754 roku bp Wacław Hieronim Sierakowski utworzył filię parafii jarosławskiej, z uposażenia księcia Janusza Aleksandra Sanguszki. Kościół obsługiwali wikariusze z Jarosławia, którzy przez pewien czas dojeżdżali, a od 1802 roku zamieszkiwali na miejscu. 
Ekspozytami w Wiązownicy byli: ks. Jakub Wajdowicz, ks. Tomasz Gorgoński, ks. Bogdan Mikołajewicz, ks. Ignacy Zieliński (komendariusz ekscuriendo z Radawy), ks. Emil Bandrowski, ks. Michał Kaszubski, ks. Leon Świtalski (od 1855).
W 1865 roku po dodatkowym uposażeniu przez księcia Jerzego Czartoryskiego, dekretem bpa Antoniego Manastyrskiego została erygowana parafia (kapelania), której duchowny był kapelanem. Do parafii przydzielono: Wiązownicę, Piwodę, Nielepkowice, Manasterz i Czerwoną Wolę. 
W 1884 roku kościół drewniany spalił się. Od 1887 roku duchowni stali się proboszczami. W latach 1888–1890 wybudowano murowany kościół w stylu gotyckim, który został konsekrowany w 1906 roku przez bpa Józefa Sebastiana Pelczara. W latach 1914–1915 w czasie działań wojennych kościół ten został zburzony. Wybudowano tymczasową kaplicę, w której odprawiano nabożeństwa. W nowym miejscu w latach 1923–1926 wybudowano nowy kościół, który został w 1926 roku poświęcony przez bpa Anatola Nowaka, pw. Narodzenia Najświętszej Maryi Panny i św. Walentego.
17 kwietnia 1945 roku gdy bandy UPA napadły na Wiązownicę, ks. Józef Miś zorganizował samoobronę, która przystępując do walki uratowała połowę wsi od spalenia, a bandy się wycofały.
Na terenie parafii jest 2 150 wiernych (w tym: Wiązownica – 1 680, Nielepkowice – 475).
Proboszczowie parafii:
1865–1877. ks. Leon Świtalski.
1877–1887. ks. Wojciech Żywicki.
1887–1888. ks. Tomasz Błachuta (administrator).
1888–1931. ks. Walenty Trojnar.
1931–1945. ks. Stanisław Sudoł.
1945–1968. ks. Józef Miś (administrator).
1968–2001. ks. Władysław Prucnal.
2001–2021. ks. prał. Adam Rejman.
2021– nadal ks. dr Jan Bober.